# Coscinida lugubris
Coscinida lugubris är en spindelart som först beskrevs av Albert Tullgren 1910.  Coscinida lugubris ingår i släktet Coscinida och familjen klotspindlar.
Artens utbredningsområde är Tanzania. Inga underarter finns listade i Catalogue of Life.